# 日光神社

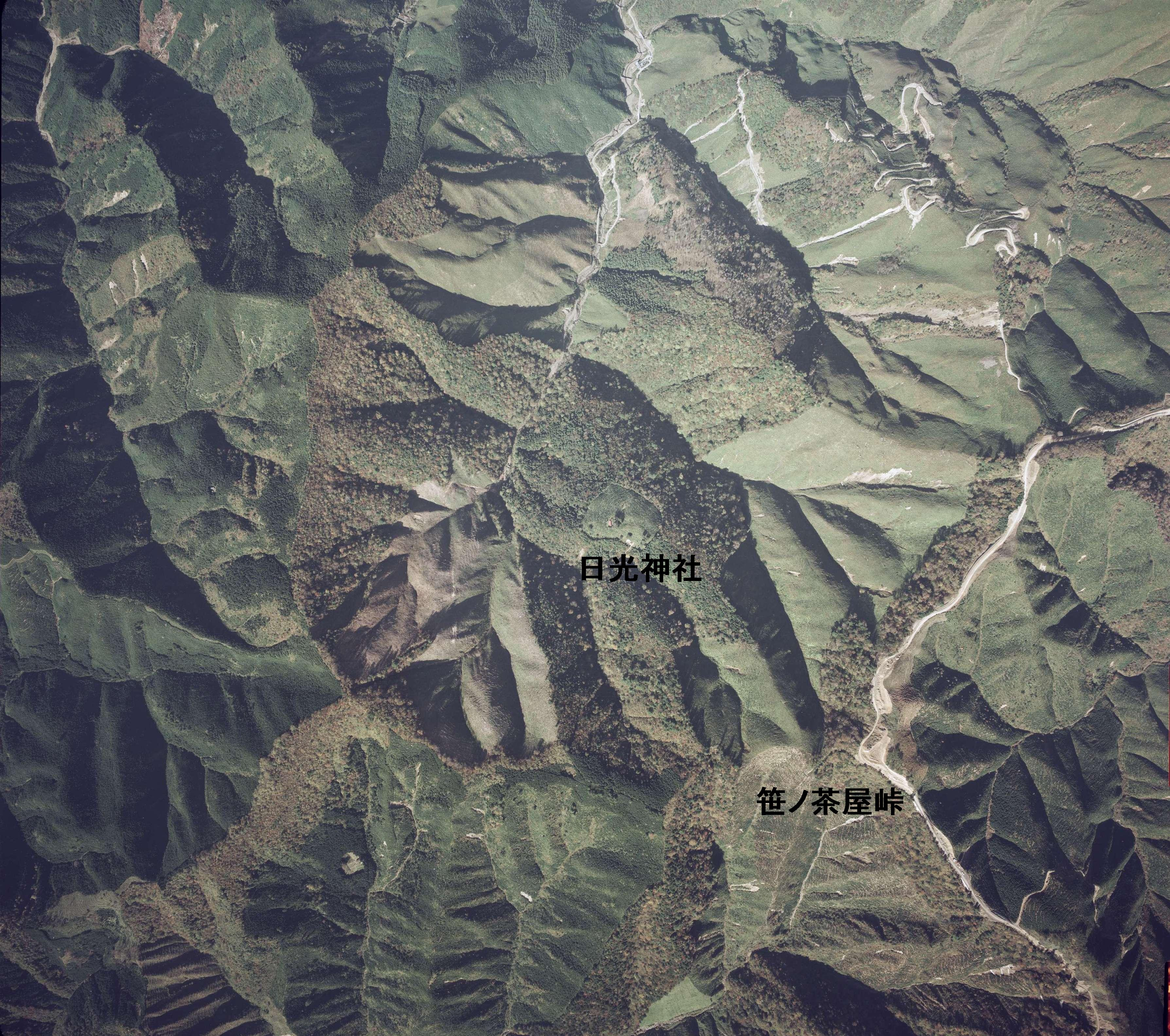
日光神社 (笹ノ茶屋峠付近)。国土交通省「国土画像情報（カラー空中写真）」（配布元：国土地理院地図・空中写真閲覧サービス）。

日光神社（にっこうじんじゃ）は、和歌山県有田郡有田川町にある神社。同町内の日光山山頂近くの高地に鎮座する。

## 歴史
日光神社は古くは日光社と呼ばれ、有田川町上湯川集落の北東6キロメートル、和歌山県田辺市と奈良県吉野郡十津川村の境の護摩壇山から北西4キロメートルの笹ノ茶屋峠を北に下った緩斜面の尾根上にある。この笹ノ茶屋峠あたりを山頂とするのが日光山で、西斜面は有田川の支流湯川川および室川谷川、東斜面は十津川の支流弓手原川の水源地となっていて、これらの河川の分水嶺をなしている。笹ノ茶屋峠の北斜面一帯は日光山国有林で、その中央部、標高900メートルの高地が境内地である。

### 中世から近世
阿弖河荘（あてがわのしょう）内の神社としては最も古い時期から存在したと見られ、その記録は鎌倉時代の高野山文書にさかのぼる。高野山文書のうち日光社に言及したものとして、文永年間（1264年 - 1274年）の年記のある3通が知られており、そのうち最古の文永9年の文書には、建長2年（1256年）に寄進田2町歩を有していたと記されている。このことから、創建の時期は平安末期から鎌倉時代初期にさかのぼると見られ、地域で重きをなす荘内の「一の宮」とでも言うべき性格を備えていたと見られる。しかし、中世における日光社の姿を伝える史料は、古いものでも享保10年（1725年）を遡らず、本社3社・末社1社と伝えるにとどまる。同じく近世史料として、上湯川村の寺社御改帳（寛政4年〈1792年〉）や紀伊続風土記には、多くの堂舎を擁し数多の参詣者も訪れるなど隆盛を示したが、応永年間（1394年～1427年）に焼失したことにより古くからの姿が失われたと伝える。
近世における社地は、書上帳（享保10年・寛政4年・同5年・文化7年）に、境内24町四方に本社3社・末社1社とあり、これは明治の神社合祀による廃祀まで変わることはなかった。一方、宗教的性格は近世にはすでに不明確になっていた。文化7年の書上帳には熊野信仰と所縁の深い御湯神事が行われていたことを伝えており、また、紀伊続風土記は祭神として熊野権現とも日光権現ともしているが、定かではない。
日光社参詣曼荼羅（後述）の箱書には祭神が38社を算したと記されるほか、寛政4年の書上帳も同様に38社の配神があったと伝えるが、配神の数はこれ以降も増え続け、江戸末期には78社を算した。こうした祭神の増大は、地元での雑多な信仰を取り込んだ地域信仰の社に変質したことと関係するものと見られ、御湯神事も享保5年に中絶している。

### 紀伊山地の参詣道と日光社
紀伊山地には高野山、熊野三山、吉野・大峯の3つの霊場があり、各地からそれぞれの霊場に至る、あるいは3つの霊場の間をつなぐ参詣道がある。日光山は、紀州各地からこれら3つの霊場を目指す際の最短ルート上にある要地であった。古老の伝承によれば、鹿ヶ瀬峠以南の紀南地方各地からは、各地域の河川を遡上して龍神を目指し、ついで日光山を経由して吉野・大峯または高野山を目指したといい、紀南各地の河川上流部と龍神をつなぐ道を「奥辺路」と称した。紀中・紀北からは、日光山またはその山麓をまず目指し、ついで伯母子岳から小辺路に入って熊野本宮へ向かう、あるいは城ヶ森山（じょうがもりやま）から中辺路に入って熊野本宮へ向かう、という道程がとられたという。
こうした道程を裏付ける中世の史料や説話文学が存在し、正平3年（1348年）、高師直が吉野の南朝を攻略した際、後村上天皇は吉野を脱出して阿弖河へ逃げ延びたと伝えているほか、一遍上人聖絵第3の詞書は、一遍が文永11年（1274年）、高野山から熊野へ参詣する際に日光山・龍神を経由して岩田川沿いに出たのち、熊野へ向かったと伝えている。
また、日光山を経由する紀伊山地の霊場への道は、中世説話文学にもしばしば登場する。『太平記』巻5の大塔宮十津川落ちの件において大塔宮は、切目王子での熊野権現の夢告により、十津川を目指し、戸野兵衛のもとへ落ちのびる。この逃避行の経路は、前述の吉野と紀南をつなぐ参詣道と重なっている。兵衛は、大塔宮に味方となる勢力の所在を告げるが、その所在地は日光山山麓に展開し、日光社の宗教的影響下にあった可能性がある。紀伊半島各地には平家落人の伝承が多数あるが、上湯川の旧家小松家は平維盛の末裔と伝えられる家系であり、日光社参詣曼荼羅を所蔵しているなど、日光社と深い所縁を持っている。

### 小松家と落人伝説
小松家は平維盛の末裔とする伝承があり、紀伊半島各地に多数ある平家落人の伝承のひとつと位置づけられる。小松家は日光社の鎮座する上湯川の支配者であっただけでなく、日光社の支配者であった。紀州徳川家の紀州入部に際し、徳川頼宣が在地勢力を掌握してゆく過程で小松家は「小松」の姓を認められたが、湯浅党や畠山氏といった中世武士の系譜に連なる他の在地勢力とは異なり、小松家は具体的な中世の事績を欠き、平家の系譜を述べるのみである。系譜を裏付ける文書の類も、天正年間（1573年 - 1593年）に書写され、後に大正頃に再書写した系譜の他は数は少なく、ほとんどは焼失しているという。文化7年の書上帳には、先祖より上湯川一円を領地として受け継ぎ、慶長年間（1596年～1615年）に浅野氏に鹿皮50枚を献じるのと引き換えに諸役免を得たとあり、さらに元禄5年には高野騒動に際して鉄砲20挺を差し出していることなどから、小松家は非農業民の棟梁としての性格をもった有力者であって、それが近世に至って認められたものと考えられる。

### 神社合祀から今日まで
明治に入って各地で繰り広げられた神社合祀から日光神社も逃れることはできなかった。近世の書上帳には境内24町四方と記されているが、1886年（明治19年）には3.6町まで減じられ、境内地周辺の神社林は日光山国有林として没収された。上湯川の住人たちは境内地と神社林の返還を求める交渉を続けたが、1907年（明治40年）に至って八幡村の清水八幡神社に合祀され、その直後には社殿を含む一切の建造物は焼却された。この後も上湯川の住人による返還運動は続いたが、1922年（大正11年）に有田郡長の介入により、旧社地に八幡神社名義で神殿と社務所を建設し、境内地の所有権と国有林保管権を八幡神社に最終的に帰属せしめることが確定された。
こうして中世以来の日光社は解体され、再び光が当てられるには1965年（昭和40年）を待たなければならなかった。きっかけとなったのは、清水町の町制10周年記念行事の一環としておこなわれた県立吉備高等学校清水分校文化祭だった。文化財の郷土史展示のために行われた調査の中で、上湯川の旧家小松家所蔵の「日光三社大権現三十八社図」（日光社参詣曼荼羅）が注目を集めた。翌1966年（昭和41年）春から調査準備が進められ、分校の中川昭を中心とする調査団が、同年8月に日光神社および日光神宮寺の発掘作業を行った。調査は翌1967年（昭和42年）にかけて継続して行われ、日光社参詣曼荼羅と符合するかたちで遺構が検出されたほか、多くの遺物が出土した。

### 日光社発掘調査
第1次調査では、建築物の遺構2か所と経塚、房跡が発見され、日光社参詣曼荼羅の描写と符合するかたちで建築物遺構が確認された。現地には、本社三社跡の砂岩割石製の基檀があり、三社とも正面4.4メートル、側面5メートル、4柱のおそらく入母屋造の社殿であったと考えられる。神社北側には人為的な崖が認められ、この崖に沿った細長い三段の平坦地を神宮寺の所在地と推定して発掘作業が行われた。平坦地のうち、第1平坦地からは2つの建築物遺構が検出された。出土物にもとづく推定から、1つ目の遺構は約6メートル四面の建物で、中心部には割石を入れて基礎を固めた上に中心礎があり、土檀の上に廻縁をめぐらした三間四面の宝塔で、釘を乳金物で隠す意匠が施されていたと考えられている。もう1つの遺構は一辺6.6メートルの正方形の建物で、廻縁をめぐらした三間四面の建築物であると推定される。第1平坦地は焼土層に覆われており、礎石は火にさらされて割れ、焼失の痕跡を示している。設定された第2平坦部からは多数の出土物があったが、建築物遺構は確認されなかった。それに対し、第3平坦部からの出土品は他の平坦部と様相を異にし、炉跡1箇所のほか瓦器や土師器質燈明皿が発見されたほか、炊飯具・供膳具も見られることから、生活の場であったと考えられる。この他、崖上からは、経塚の存在を示唆する石積らしき遺構が見出され、遺物として刀子1本や和鏡3面、刀子破片3片が発見されたが、経筒などは発見されず、また遺物も杉の大木の根の下から出土したため、確実な実測は困難であった。
第2次調査では、第1時調査の結果を拡充する成果が得られた。遺物の出土範囲は第1時調査よりもさらに広範囲にわたることが確認されただけでなく、斜面下方の限界が確認されたほか、焼失時の状況が推定された。また、寛永通宝が出土したことから近世に神社が存在したことが裏付けられたほか、社殿左右から礎石が発見され、日光社参詣曼荼羅と符合するかたちで社殿が配されていることが明らかになった。
日光神社および日光神宮寺の発掘調査は、1966年8月と1967年8月の2度にわたって行われ、調査結果は2冊の報告書にまとめられ、神宮寺遺構および出土物は、町指定文化財に指定された（→関連する文化財）。

## 日光社参詣曼荼羅
日光社を描いた社寺参詣曼荼羅として、日光社参詣曼荼羅（または日光参詣曼荼羅、日光曼荼羅とも）があり、上湯川の旧家小松家に「日光三社大権現三十八社図」として伝来していたものである。本図を納めた箱には「日光三社権現三十八社御絵図入 願主小松弥助 平長盛」、箱蓋裏には「小松弥助長盛」と墨書がある。日光社に立つ明和4年（1767年）銘の石燈籠には同一人物と見られる「小松弥助長盛」とあることから、箱の新調時期は同時期と推定される。現在は掛幅装だが、参詣曼荼羅の通例として折りたたみの形跡が見られるが、使用頻度が高かったようで、折り目の角付近の損傷が大きい。成立の背景には、日光山麓における維盛伝説や『太平記』における大塔宮十津川落ち伝説に見られるような熊野信仰など、唱導の世界があったと考えられてきた。

### 日光社の図像
画面中央にほぼ同型の社殿3棟を描き、向かって右に正面4間の堂舎、左に正面3間の堂舎を描き、これらすべて檜皮葺として描かれている。これら5棟は瑞垣で囲まれて周囲と隔てられ、瑞垣中央には鳥居が配されている。瑞垣の外には、左方から多宝塔を描き、その前方に板葺の堂舎、鳥居、鐘楼、茅葺の建物を描く。さらにその下には、左側に堂舎と小祠を、中央に茅葺の建物6棟を描き、最下部には川が描かれている。画面上部には雲で区画された3つの峯が描かれており、画面上部の左右両端には山名の注記と思しき墨消しがあるが、ここに何が書かれているかは判明していない。料紙の状態から、上部10センチメートル、左右両端5センチメートルが切り落とされていると見られるが、その理由は定かではない。
画中には合計41人の人物がおり、社頭では僧侶と神人、瑞垣中央の鳥居の中に巫女、瑞垣の外にも僧侶を描き、他にも念仏聖や山伏といった宗教者、説教師や琵琶法師といった芸能者、高野聖、さらに巡礼の姿が描かれ、その画風から清水寺参詣曼荼羅や長命寺参詣曼荼羅などと同じく、室町時代後期の16世紀頃の作と捉えられる。
前述の通り、1966年から1967年にかけて日光社で発掘調査が行われ、日光社参詣曼荼羅と符合するかたちで遺構が確認されたことから、『日光社発掘調査報告書』（1966）では、本図が現地の往古の景観を描いた史料であるとの判断が提示された。また、同地が高野山～龍神～熊野を結ぶ高野龍神街道に接することから熊野信仰との関連が示唆され、旧蔵の懸仏から祭神を天照大神か高野明神と、熊野権現か春日権現であったのではないかとし、これらから図中の3つの山を護摩壇山、高野山、熊野とする想定が示された。また、那智叢書23巻には平家物語と熊野信仰との関連から本図が取り上げられ、これらを踏まえた鈴木宗朔「日光社信仰について」は、図中に描かれた5つの社殿の扉の描写から、中央三社が1柱ずつ神を祀り、左側摂社は5つの扉を持ち5柱の神を祀る相殿、右側摂社を4つの扉を持ち4柱の神を祀る相殿と見なし、これら12柱の神を祀ることから熊野十二所権現であると考定を示した。このように日光社の信仰を熊野信仰と結びつける見解が示され、その後の諸文献もこれを踏襲している。しかしながら、『紀伊続風土記』の記事はむしろ近世における日光社の信仰のあり方の不確かさを伝えるものであり、「社殿の趣熊野に似たり」とも記すものの、これも現地景観ではなく本図に基づくものである。また、瑞垣の中の建物すべてを社殿と見なす見解は実証的な裏付けを必ずし伴っているわけではない。

### 日光社信仰をめぐって
画面中央の三社殿の左に描かれた正面三間の堂舎は、別紙貼り付けであることが以前から知られていた。大河内によると、この別紙の右下部分にまた別の紙が貼られて穴埋めされており、4枚の紙を貼り継いだ別紙のあり方と、右下穴埋め部分の料紙の貼り継ぎ方は完全に一致している。そして、穴埋め部分に描き直しの痕跡が無いことから、製作途中で行われたものであることが分かる。つまり、一画面中に描くべき情報を納めるため、現地景観との相違にもかかわらず、本来は三社殿の右下に描かれていたものを製作途中で切り取って貼り直したものと考えられる。日光社発掘調査と比較してみると、三社殿両側の建物は確かに位置こそ符合しているものの、あまりにも規模が相違するだけでなく、瑞垣の内部に配された人物像の視線が中央の三社殿ではなく、正面三間の堂舎に向けられていることも含めて、画面中央に横一列に並んでいる建物をすべて無造作に社殿と見なす見解は成立し難い。
瑞垣のうちにあって拝礼する人物像の視線が正面三間の堂舎に向けられていることは、本図を作成させた願主の目的を反映したものである可能性がある。すなわち、日光社は『紀伊続風土記』を含む近世の地誌において、応永年中に焼失した後、本社三社を除く堂舎は再建されなかったとされており、ここから本図の作成目的は三社殿左側の堂舎の再建とも考えられる。社寺参詣曼荼羅は、勧進によって実現されるべき再興後の理想の姿を描くのが通例であり、日光社参詣曼荼羅の描写が一定の史実を反映したものであるにせよ、特定の時期の日光社の実景を描き出していると単純に考えることはできず、紀伊続風土記が境内を本社3社・末社1社・鐘楼・庁のみがあったと伝えるように、再興が果たされなかった可能性もあるだろう。こうした点からすると、図像の他の部分も再解釈を要するものとなる。例えば、画面上部の3つの峯は日光山・護摩壇山・高野山、あるいは高野三山とも考えられ、瑞垣外の諸堂は別当寺と見るなら、勧進聖の拠点たる穀屋と思しき建物もある。また、画面下部の建物は小松家の支配地であった上湯川と捉えうるものであり、日光社の縁起にまつわる人物として平維盛と思しき人物像も見出される。また、高野聖の描写があることから高野山信仰との関連も指摘でき、日光山とその山麓一帯を熊野と高野山の双方の信仰が混在した地域であるとする指摘もある。御湯神事があったことにも見られるように、日光社と熊野信仰は無縁ではありえないものの、画面中の情報を補完しうる中世史料が日光社には欠けている。本図は、熊野信仰に無造作に結びついた絵画であるというより、より日光社とその周辺地域の歴史や信仰に結びついた絵画として位置づけられる。

## 文化財
- 日光社参詣曼荼羅 1幅 - 紙本著色・掛幅装、法量縦148.7センチメートル×横117.8センチメートル。和歌山県指定有形文化財（美術工芸品、2008年〈平成20年〉6月24日指定）[66]。和歌山県立博物館保管。
- 日光神宮寺跡 - 有田川町指定史跡（1972年〈昭和47年〉6月2日指定）[67]。
- 日光神宮寺跡出土遺物 - 有田川町指定文化財（1986年〈昭和61年〉12月13日指定）。2次にわたる発掘調査により得られた出土遺物。神社境内、神宮寺境内、経塚から出土したが、神社境内からは見るべきものは乏しく、神宮寺境内からの出土物が大半を占める[68]。
- 元日光神社懸仏 3面 - 有田川町指定文化財（1986年〈昭和61年〉12月13日指定）。室町時代から桃山時代にかけての作で、厚さ4ミリメートルの銅製円盤に鋳造仏を貼りつけたもので、2面は大日如来と文殊菩薩と見られ、残る1面は損傷が著しく不明である。日光神社旧蔵の品が、明治の合祀の際に清水八幡神社の所蔵に帰したもの[69]。

## 文献

### 関連文献
- 和歌山県立吉備高等学校清水分校（編）、1966、『日光社発掘調査報告書』、清水町
- 和歌山県立吉備高等学校清水分校（編）、1948、『日光社第二次発掘調査概報』、清水町